# Compains
Compains is een gemeente in het Franse departement Puy-de-Dôme (regio Auvergne-Rhône-Alpes) en telt 162 inwoners (1999). De plaats maakt deel uit van het arrondissement Issoire.

## Geografie
De oppervlakte van Compains bedraagt 51,8 km², de bevolkingsdichtheid is 3,1 inwoners per km².
De onderstaande kaart toont de ligging van Compains met de belangrijkste infrastructuur en aangrenzende gemeenten.

## Demografie
Onderstaande figuur toont het verloop van het inwonertal (bron: INSEE-tellingen).